# Hogeschool van Amsterdam
Die Hogeschool van Amsterdam (HvA) ist eine Hochschule in Amsterdam. Das Studium verläuft ähnlich wie an den deutschen Fachhochschulen. Da die Hogeschool van Amsterdam eng mit der Universität von Amsterdam zusammenarbeitet, besteht die Möglichkeit, von dieser im Niederländischen als HBO (hoger beroepsonderwijs) bezeichneten Ausbildung in das wissenschaftliche Studium WO (wetenschappelijk onderwijs) zu wechseln.

## Internationale Studiengänge
Diese Studiengänge werden für ausländische Studenten auf Englisch angeboten.
- European School of Physiotherapy
- International Business and Languages
- International Business and Management Studies (voltijd)
- International Business and Management Studies (deeltijd)
- International Degree in English and Education
- International Financial Management
- International Management
- Trade Management Asia
- Fashion & Design
- Fashion & Management
- Fashion & Branding

## Major/minor bei der HvA
Jede Ausbildung umfasst 240 ECTS. In einem Jahr müssen 60 Punkte erreicht werden. 
Seit 2005–2006 ist das Major/minor-Prinzip eingeführt worden:
- Die Major-Phase besteht aus einem einjährigen Propädeutikum. Nach dem daran anschließenden zweijährigen Hauptstudium können 210 von den insgesamt 240 ECTS Punkten erreicht werden.
- Mit einem Minor kann der Student ein zusätzliches Fach wählen und in den beiden letzten Studienjahren die fehlenden 30 Punkte sammeln. Jede Minorausbildung dauert ein halbes Jahr.

Es werden etwa 90 Ausbildungen angeboten (hbo-opleidingen), die sich auf 15 Institute/Fakultäten verteilen.